# Abbott and Costello Meet the Mummy
Abbott and Costello Meet the Mummy is een Amerikaanse komische film uit 1955 met in de hoofdrol het komische duo Abbott en Costello. Het is een van de films waarin dit duo een bekend personage uit een oudere film van Universal Studios tegenkomt. De film werd geregisseerd door Charles Lamont.

## Verhaal
Freddie Franklin (Lou Costello) en Peter Patterson (Bud Abbott) zijn twee Amerikanen die verzeild zijn geraakt in Caïro. Ze horen een wetenschapper genaamd Dr. Gustav Zoomer praten over de mummie Klaris, die de tombe van prinses Ara zou bewaken. De mummie bezit blijkbaar een heilig medaillon dat de locatie toont van de schat van Ara. De volgelingen van Klaris, geleid door Semu en Madame Rontru, horen het gesprek ook.
Pete en Freddie gaan naar het huis van de dokter en stellen zich beschikbaar als vrijwilligers om de mummie naar Amerika te brengen. Twee van Semu’s handlangers vermoorden de dokter echter en stelen de mummie. Ze laten het medaillon per ongeluk achter, dat gevonden wordt door Pete en Freddie. De twee proberen het medaillon te verkopen. Rontru is bereid het duo er 5000 dollar voor te betalen, op voorwaarde dat ze haar het medaillon komen brengen in het Caïro Café. In het café horen Pete en Freddie van een kelner dat het medaillon vervloekt is. De twee raken in paniek en proberen elkaar het medaillon te geven. In de worsteling belandt het medaillon in Freddies hamburger, en hij eet het ding per ongeluk op.
Rontru arriveert en ontdekt wat er gaande is. Ze sleept Freddie mee naar een dokterskliniek om met behulp van een röntgenfoto het medaillon te bekijken. Op de foto is het medaillon goed te zien, maar Rontru kan de hiërogliefen die erop staan niet lezen. Dan arriveert ook Semu in de kliniek. Hij beweert een archeoloog te zijn en de groep naar de tombe te willen brengen. Ondertussen brengen Semu’s handlangers Klaris weer tot leven.
De groep arriveert bij de tombe, alwaar Freddie ontdekt dat Semu een verrader is die hen allemaal wil vermoorden. Semu’s handlangers arriveren met Klaris. Rontru vangt Semu, en laat een van haar helpers (Charlie) zich verkleden als mummie om de tempel binnen te gaan. Pete doet hetzelfde. Uiteindelijk komen de twee valse mummies en de echte elkaar tegen in de tempel. Rontru steekt het dynamiet dat ze had meegenomen om de schat op te graven af. De explosie vernietigt Klaris en onthult de schat. Freddie en Pete bevrijden Semu en overtuigen hem om de legende van Klaris in stand te houden door van de tempel een nachtclub te maken.

## Rolverdeling
| Acteur         | Personage         |
| -------------- | ----------------- |
| Bud Abbott     | Pete Patterson    |
| Lou Costello   | Freddie Franklin  |
| Eddie Parker   | Klaris de mummie  |
| Marie Windsor  | Madame Rontru     |
| Michael Ansara | Charlie           |
| Dan Seymour    | Josef             |
| Richard Deacon | Semu              |
| Kurt Katch     | Dr. Gustav Zoomer |
| Richard Karlan | Hetsut            |
| Mel Welles     | Iben              |
| George Khoury  | Habid             |

## Achtergrond
Opnames van de film vonden plaats van 28 oktober tot 24 november 1954. Het was de laatste Abbott en Costello-film van Universal Pictures.
Hoewel Abbott en Costello in het script en op de aftiteling "Pete en Freddie" genoemd worden, gebruikten ze tijdens de opnames gewoon hun eigen namen.